# Фотографска плака
Фотографската плака предшества фотографския филм в историята на фотографията.
Представлява тънка стъклена пластина с нанесена от едната страна емулсия от соли на среброто, предназначена да регистрира и запази фотографския образ. В началото на 20 век тя постепенно излиза от употреба от фотолюбителите, тъй като е заместена от по-удобния и здрав фотографски филм. Все пак някои практикуващи фотографи продължават да я ползват до 1970-те години, а в астрономията приложението им се запазва до 1990-те. Това се дължи на високата им чувствителност – такива плаки реагират и на съвсем малка промяна в осветлението (2%), твърди са и не се огъват, което е важно при широкоъгълни наблюдения с научна цел.
Ранните плаки са използвали влажен колоиден процес, който към края на 19 век е заместен със сух желатинов процес.

## Приложение в науката

### Астрономия
С помощта на фотографски плаки са извършени много астрономически картирания, включително първото на обсерваторията в Паломар от 1950-те, както и последвали наблюдения. Редица обсерватории поддържат големи архиви с фотографски плаки, които се използват основно за исторически проучвания на променливи звезди.
По този метод са открити редица астрономически обекти. Пионер е Макс Волф, открил през 1891 г. астероида 323 Brucia. Първият естествен спътник, открит с помощта на фотографска плака, е Феба през 1898 г. Плутон също е открит чрез сравнение на две фотографски плаки; неговата луна Харон е открита 48 години по-късно чрез внимателно изследване на образ на Плутон върху плака.

### Физика
Фотографските плаки са важен инструмент в ранните изследвания на физика на високите енергии, тъй като почерняват при попадане на йонизираща радиация върху тях. Например космическите лъчи са открити през 1910 г. от Виктор Франц Хес, защото оставили следи върху купчета от плаки, поставени от него на високи планински върхове или изпратени високо в атмосферата с балони.
Друго важно приложение е спектроскопията, където служат за регистриране и анализ на спектри.

## Медицина
Чувствителността на специални плаки към рентгеново излъчване е много използвана в медицината и материалознанието, макар че вече отстъпват място на по-съвременни детектори.

## Упадък
В началото на 1980-те използването на фотографски плаки намалява, тъй като те са изместени от зарядо-свързани прибори. CCD камерите имат редица предимства пред плаките — висока ефективност, линейна чувствителност към светлината и проста обработка на цифровото изображение. Въпреки това и най-големите CCD чипове (например 8192x8192 пиксела) все още не могат да достигнат площта на детектора и разделителната способност на повечето фотографски плаки.